# Bournemouth Symphony Orchestra
Das Bournemouth 'Poole' Symphony Orchestra (BSO) ist ein in Bournemouth, 1893 im Süden Englands gegründetes Orchester, das sich bis in die heutige Zeit zu einem der bedeutendsten Orchester im Vereinigten Königreich entwickelt hat. 1979 verlegte das Orchester seine Spielstätte in das nahe Bournemouth gelegene Lighthouse in Poole.
Mit dem Orchester arbeiteten viele bedeutende Dirigenten wie zum Beispiel Sir Dan Godfrey, Rudolf Schwarz, Constantin Silvestri, Paavo Berglund, Andrew Litton, Marin Alsop und Kirill Karabits als Chefdirigenten. Außer in Poole sind die Hauptspielstätten des Orchesters in der Guildhall in Portsmouth, der Great Hall der University of Exeter, und der Colston Hall in Bristol. Einige wenige Konzerte bringt das Orchester auch in Bournemouth im Pavilion Theatre sowie in Basingstoke zur Darbietung.
2014 wurde das Orchester auf dem bedeutenden Onlineportal für klassische Musik, Bachtrack, von 383 verschiedenen Orchestern aus mehr als 40 Ländern, zum beliebtesten Orchester der Welt gewählt.

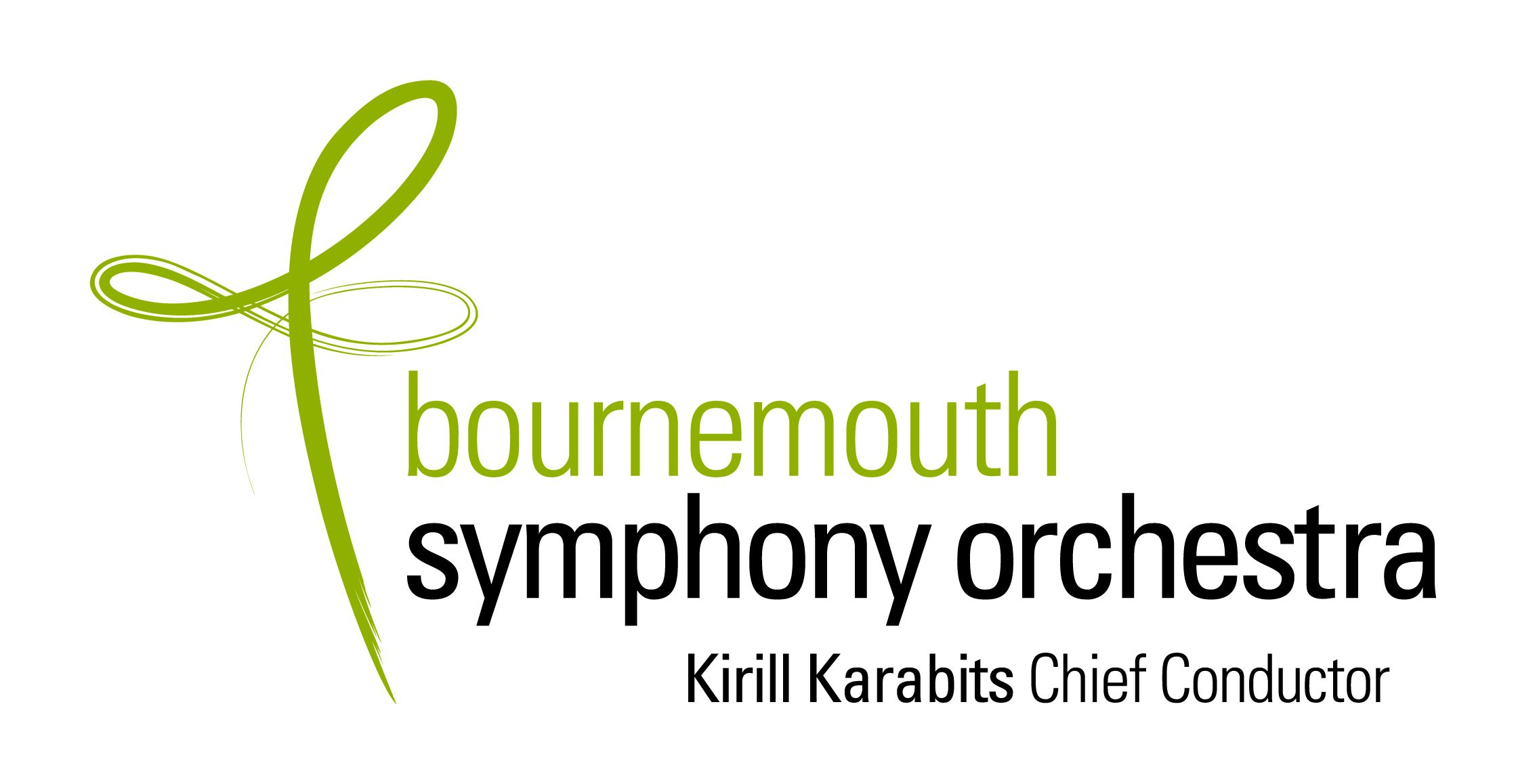
Logo des Bournemouth Symphony Orchestras

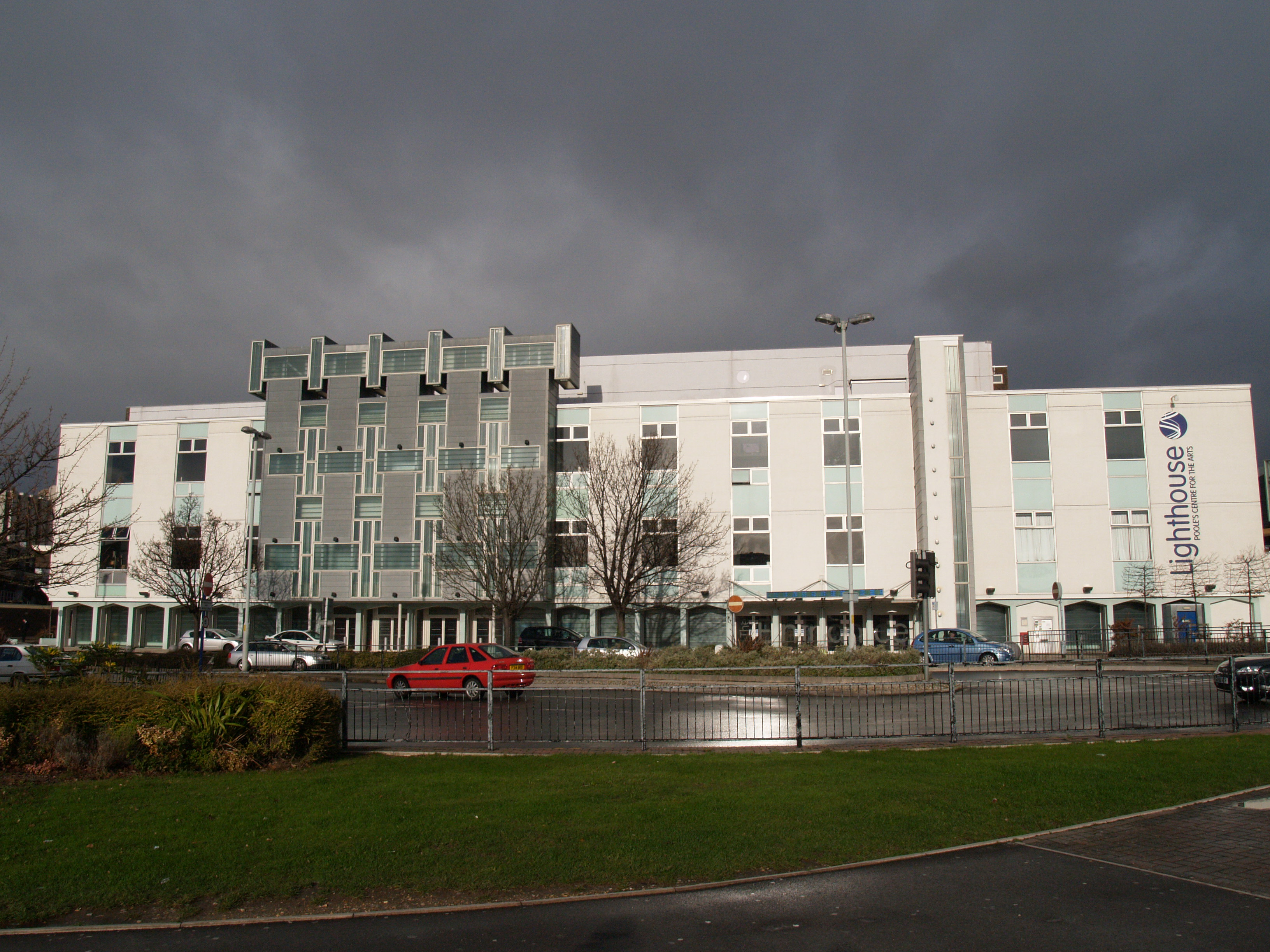
The Lighthouse in Poole

## Von der Gründung bis 1934: Die Godfrey Ära
1893 gründete Dan Godfrey mit 30 Bläsern und einem Trommler das Bournemouth Municipal Orchestra. Von Vorteil war, dass darunter einige ehemalige Militärmusiker auch den Gebrauch von Streichinstrumenten beherrschten. Mit diesen Voraussetzungen war es flexibel genug, nicht nur Märsche und ähnliches Liedgut als Open-Air-Konzerte zu geben, vorwiegend am Pier von Bournemouth, sondern auch klassische Werke in geschlossenen Räumen. Das Ensemble gab das erste Konzert am Pfingstmontag 1893 und die erste klassische Aufführung im selben Jahr im Oktober.
Die Gruppe expandierte schnell zu einem angesehenen vollwertigen Orchester in England, das sich schon damals im gesamten Vereinigten Königreich einen Namen machte. Edward Elgar und Gustav Holst wurden dafür gewonnen, ihre eigenen Werke zu dirigieren. Das Orchester zeichnete ebenfalls verantwortlich für die Premieren der Hauptwerke von Richard Strauss, Camille Saint-Saëns und Pjotr Iljitsch Tschaikowski im Großbritannien. Schon zehn Jahre nach seiner Gründung gab das Orchester sein fünfhundertstes Sinfoniekonzert am 13. Dezember 1903, vom Gründer Godfrey selbst dirigiert. Der Bournemouth Municipal Choir, 1911 ebenfalls von Godfrey gegründet, wurde ein integraler Bestandteil des Orchesters.
Von 1922 bis 1940 war das Ostern-Festival des Orchesters ein wichtiges Datum im Kalender von Bournemouth. Im Jahr 1927 widmete man das Festival den Kompositionen britischer Frauen. 1934 legte Godfrey sein Amt als Chefdirigent nieder, nachdem er mehr als 2.000 Sinfonien dirigiert hatte.
Die erste Einspielung auf Tonträger des Orchesters geht schon unter der Leitung Godfreys auf das Jahr 1914 zurück. Darunter unter anderem Stücke von Ferdinand Hérolds Ouvertüre zu Zampa, den Ouvertüren von Daniel Aubers wie Le cheval de bronze und Les diamants de la couronne oder Samuel Coleridge-Taylors Petite Suite de Concert, einschließlich neueren Stücken mit Titeln wie Slippery Sticks und Whispering Pines von Mitgliedern des Orchesters und von ihnen selbst als Solisten dargeboten.
Godfrey hatte bis heute am längsten die Position eines Musikdirektors des Orchesters inne und ihm ist es zu verdanken, dass sich nur das Bournemouth Symphony Orchestra, im Gegensatz zu anderen Orchestern, die im Süden Englands vom Ende des 19. Jahrhunderts bis zum Ausbruch des Zweiten Weltkriegs gegründet worden sind, als einziges angesehenes Orchester weit über England hinaus etablieren konnte. Godfrey war sich auch nicht zu schade, die sogenannte ernste Musik mit populärer Musik zu unterlegen. Daneben war er für eine Serie von Erstaufführungen mit seinem Orchester verantwortlich. Zu vielen prominenten Komponisten seiner Zeit, wie zum Beispiel Edward Elgar, Hamilton Harty, Alexander Mackenzie, Hubert Parry, Charles Villiers Stanford, Ethel Smyth, Gustav Holst und der Australier Percy Grainger pflegte er enge Beziehungen.
Vom ersten Tag der Gründung des Orchesters unterhielt Godfrey komplizierte Beziehungen zu den Behörden Bournemouth', die dem Orchester als kommerzielles Unternehmen keine Subventionen zukommen lassen wollten und deshalb für ihre Unkosten selbst aufkommen sollten. Obwohl ein Teil der Attraktionen Bournemouth', sorgten die Bitten zur Unterstützung an die Behörden immer wieder zu erregten Debatten im Stadtrat von Bournemouth. Immerhin gelang es Godfrey immer einen befriedigenden Ausgleich zwischen dem hohen Standard des Orchesters und den finanziellen Notwendigkeiten zu halten.

## 1934–1947: Austin, Birch und die Kriegszeit
Nach dem Rücktritt Godfreys fiel die Wahl der Leitung des Orchesters auf Richard Austin als Musikdirektor. Ein Radiosender richtete eine Sendestation in Bournemouth ein und eine Reihe berühmter Komponisten wie zum Beispiel Igor Stravinsky, William Walton, Ernest John Moeran, Sergei Rachmaninov, Roger Quilter, Balfour Gardiner und Percy Grainger besuchten während dieser Zeit das Orchester.
Nach dem Ausbruch des Krieges schmolz das Orchester zunächst von 61 auf 35 und 1940 noch einmal bis auf 24 Mitglieder zusammen. Austin resignierte noch im selben Jahr und stellte seinen Posten zur Verfügung. Montague Birch sprang für ihn ein, aber auch ihm gelang es nicht mehr einen geregelten Konzertbetrieb aufrechtzuerhalten. Das Bournemouth Symphony Orchestra als ortsansässiges Orchester wurde letztendlich aufgelöst, aber nicht vergessen. Ersatz leistete in dieser Zeit die sogenannte Wessex Philharmonic, ein von Reginald Goodall gegründetes und dirigiertes, heute nicht mehr bestehendes Tourneeorchester. Ein Zusammenschluss freischaffender Musiker, auch mit Ex-Mitgliedern des Bournemouth Municipal Orchestras, das eine große Bandbreite an klassischer Orchesterliteratur sowie Werke zeitgenössischer britischer Komponisten aufführte.

## 1947–1954: Schwarz und Groves
Nach dem Ende des Krieges dauerte es noch zwei Jahre, bis das Orchester neu gegründet wurde. Es fand seine Spielstätte im 1937 neu erbauten Bournemouth Winter Gardens. 1947 übernahm Rudolf Schwarz die Position des Musikdirektors. Er dirigierte das Orchester 1948 in der Royal Albert Hall in London, wo es zuletzt 1911 ein Konzert gegeben hatte. Zwei weitere Konzerte in London folgten 1951 in der Royal Festival Hall während des Festivals of Britain. Schwarz’ Amtszeit war gekennzeichnet von der künstlerischen Konsolidierung des Orchesters, aber auch von finanziellen Problemen.
Charles Groves löste Schwarz als Musikdirektor ab, aber ein jährlich steigendes Defizit und das Auslaufen der Verträge vieler Ensemble-Mitglieder ließ das Orchester in eine Krise schlittern, die nur durch die Unterstützung der Winter Gardens Society etwas abgefedert wurde. Der Plan, das BMO mit dem City of Birmingham Symphony Orchestra zu fusionieren konnte dann nur noch durch ein Übereinkommen mit der Welsh National Opera für einige Wochen abgewendet werden. Zur endgültigen Rettung des Orchesters sprang danach die Stiftung der Western Orchestral Society ein. 1954 änderte das Orchester den Namen in Bournemouth Symphony Orchestra, kurz (BSO). Den ersten Auftritt nach der Umbenennung teilten sich als Dirigenten Groves und Sir Thomas Beecham.

## 1954–1969: Die Jahre Silvestris
Ab 1954 gab das Orchester vermehrt Gastspiele in verschiedenen Städten im Südwesten Englands. 1956 begleitete es das Bolschoi-Ballett auf dessen erster Tour durch Großbritannien.
1957 bespielte das Orchester unter Groves mehrere Konzerte auf Tonträger für das Label Classic Club. Darunter Beethovens 4. Sinfonie, Brahms’ Akademische Festouvertüre und Bizets L'Arlésienne.
Constantin Silvestri übernahm 1962 die Position des Chefdirigenten und unter seiner Ägide steigerte sich der Standard und das Ansehen des Orchesters mit seinen Auftritten auf dem Edinburgh Festival 1963, der ersten Europa-Tournee 1965, beachtenswerten Einspielungen auf Tonträgern und regelmäßigen Radioübertragungen. Internationale Aufmerksamkeit erregte das Orchester als es unter Silvestri gemeinsam mit den Streichern des Leipziger Gewandhausorchesters in der Halle des Winter Gardens in Bournemouth Edward Elgars Introduction and Allegro zur Darbietung brachte.
Silvestris Krebstod beendete 1969 abrupt seine innovative und in die Zukunft gerichtete Amtszeit. Sein musikalisches Vermächtnis beinhaltet unter anderem Vaughan Williams Fantasia on a Theme von Thomas Tallis Rimski-Korsakows Scheherazade und eine 1966 aufgenommene Einspielung von Tchaikovsky, die Ouvertüre 1812 unter der Einbeziehung der Band of the HM Royal Marines.
Auf den Neueinspielungen der Reihe BBC Legends mit Aufnahmen aus dem Winter Garden in Bournemouth und anderen Städten Großbritanniens wurde Silvestris Wirken ein Denkmal gesetzt.

## 1969–1972: Hurst
Ohne formal über die Stellung des Musikdirektors zu verfügen, leitete George Hurst zwischen 1969 und 1972 das Orchester und muss deshalb trotzdem in der Reihe der Chefdirigenten des Orchesters mit aufgezählt werden. Seine Periode zwischen den Amtszeiten Silvestris und Paavo Berglund war von Kontinuität gekennzeichnet.

## 1972–1979: Berglund
Paavo Berglunds Amtszeit war gekennzeichnet von einer großen Anzahl von Einspielungen auf Tonträger. Darunter die gesamten Symphonien Jean Sibelius für das Label EMI. Schon 1965 als Gastdirigent beim BSO kam es zum hundertsten Geburtstag Sibelius als Weltpremiere zur Einspielung der Kullervo Symphony von Sibelius.
Unter Berglund steigerte das BSO die Standards seiner Darbietungen signifikant, die auch bei den Aufnahmen auf die Tonträger für EMI durchaus zu hören sind. Während seiner Periode erhöhte sich das Repertoire des Orchesters um eine große Anzahl von Konzerten nordischer Komponisten. Nicht nur bei Live-Konzerten, sondern auch bei den Einspielungen auf Tonträger sind die künstlerischen Leistungen des Orchesters der Kompositionen Sibelius’ unter der Leitung Berglunds legendär.
Die Nachricht vom Tod Berglunds am 25. Januar 2012 erreichte das Orchester als es gerade auf Tournee in Südengland war und just zu dem Zeitpunkt, als es unter der Leitung Kirill Karabits die 5. Sinfonie von Sibelius spielte. Ausgerechnet ein Stück, mit dem das BSO mit Berglund neue Maßstäbe gesetzt hatte. Kirill Karabits, zu dieser Zeit Chefdirigent, kannte Berglund aus einer Zeit der Zusammenarbeit in Budapest und so widmete das Orchester die Konzerte am 26. Januar in Cheltenham und 27. Januar in Portsmouth dem Andenken Berglunds.
Eine Auswahl der Werke, die das Bournemouth Symphony Orchestra unter Paavo Berglund auf Tonträger spielte:
| - Bliss: Suite from Miracle in the Gorbals; Cello Concerto (with Arto Noras). Bournemouth Symphony Orchestra. 1977, Southampton Guildhall. (EMI ASD 3342) - Britten: Violin Concerto (with Ida Haendel). Bournemouth Symphony Orchestra. 12 June 1977. (EMI ASD 3843 CDM7642022) - Franck: Symphony; Symphonic Variations (with Sylvia Kersenbaum). Bournemouth Symphony Orchestra. 1976. (EMI ASD 3308) - Glazunov: Piano Concerto (with John Ogdon); Yardumian: Passacaglia, Recitative & Fugue. Bournemouth Symphony Orchestra. 1977. (EMI ASD 3367) - Grieg: Peer Gynt Suite; Alfven: Swedish Rhapsody; Järnefelt: Praeludium; Berceuse. Bournemouth Symphony Orchestra. (EMI) - Grieg: Symphonic Dances; Old Norwegian Romance with Variations. Bournemouth Symphony Orchestra. 1982. (EMI ASD 4170) - Nielsen: Symphony No. 5. Bournemouth Symphony Orchestra. 1975. (EMI ASD 3063) - Prokofiev: Summer Night Suite. Bournemouth Symphony Orchestra. 1975. (EMI ASD 3141) - Rimsky-Korsakov: The Golden Cockerel Suite. Bournemouth Symphony Orchestra. 1975. (EMI ASD 3141) - Rimsky-Korsakov: May Night Overture; Glazunov: Valse de Concert No. 1; Glinka: Valse Fantaisie; Sibelius: Intermezzo and Alla Marcia from Karelia Suite; Shalaster: Dance "Liana". Bournemouth Symphony Orchestra. (EMI) - Shostakovich: Symphonies 5, 6, 7, 10, 11. Bournemouth Symphony Orchestra. 30–31 July 1975, No. 1 Studio, Abbey Road, London (No. 5). Jan 1974, Guildhall, Southampton (No. 7). 1975 (No. 10). Dec 1978 (No. 11). (EMI) | - Shostakovich: Cello Concerto No. 1; Walton: Cello Concerto (with Paul Tortelier). Bournemouth Symphony Orchestra. 7–8 Jan 1973, Southampton Guildhall. (EMI) - Shostakovich: Concerto No. 1 for Piano, Trumpet and Strings (with Cristina Ortiz and Rodney Senior); Piano Concerto No. 2 (with Cristina Ortiz); Three Fantastic Dances. Bournemouth Symphony Orchestra. Sep 1975. (EMI) - Sibelius: En Saga; Die Okeaniden; Pohjola's Daughter; Luonnotar (with Taru Valjakka); Pelleas et Melisande (excerpts). Bournemouth Symphony Orchestra. (EMI ESD7159) - Sibelius: Finlandia; The Swan of Tuonela; Lemminkäinen's return; Intermezzo from Karelia Suite; Nocturne, Elegie, Musette, Valse Triste from King Kristian II suite. Bournemouth Symphony Orchestra. (EMI 1 C 063-05 011 Q) - Sibelius: Complete Symphonies 1–7 and Orchestral Works (Including World Premiere Recording of Kullervo Symphony). Bournemouth Symphony Orchestra. 1976 (No. 1). 1978 (No. 2). 20 June 1977 (No. 3). ? (No. 4). June 1973 (No. 5). 1976 (No. 6). 1973 (No. 7). Southampton Guildhall. Dec. 1970, Southampton Guildhall (Kullervo). (EMI) - Sibelius: Violin Concerto; Serenades Nos. 1, 2; Humoresque No. 5. (with Ida Haendel). Bournemouth Symphony Orchestra. July 1975, Southampton Guildhall. (EMI) - Vaughan Williams: Symphony No. 6; Oboe Concerto (with John Williams). Bournemouth Symphony Orchestra. 1. April 1975, Southampton Guildhall. (EMI ASD 3127) - Walton: Violin Concerto (with Ida Haendel). Bournemouth Symphony Orchestra. 1978, Southampton Guildhall. (EMI ASD3843 CDM 764202 2) |

## 1980–1982: Segal
Der israelische Dirigent Uri Segal folgte Berglund als Musikdirektor. Sein "Gastspiel" beim BSO währte nur zwei Jahre. Während seines Wirkens spielte das Orchester Benjamin Brittens Gloriana und The Prince of the Pagodas auf Tonträger.

## 1982–2008: russische und amerikanische Dirigenten
Der Russe Rudolf Barshai übernahm das Amt des Musikdirektors von 1982 bis 1988. Seine Zeit kennzeichnet vor allen Dingen die vom Magazin für klassische Musik Gramophone preisgekrönte Einspielung der 8. Sinfonie von Dmitri Shostakovich.
Der Amerikaner Andrew Litton, der schon 1986 als Gastdirigent das BSO leitete, folgte 1988 bis 1994 Barshai in dessen Amt. Er war der erste US-amerikanische Musikdirektor, der das Orchester leitete Für DECCA spielte er William Waltons Sinfonien und Konzerte ein und für das Label Virgin Classics die kompletten Sinfonien Tschaikowski inklusiv der Manfred-Sinfonie. Mit der Aufnahme von Waltons Belshazzars Feast mit dem Bournemouth Symphony Chorus und dem walisischen Bassbariton Bryn Terfel im Februar 1997, gewann er einen Grammy.
Als Gastdirigenten unterstützten Litton und dessen Nachfolger Yakov Kreizberg während deren Zeit als Musikdirektoren Richard Hickox von 1992 bis 1995 und Kees Bakels von 1990 bis 2000.
Yakov Kreizberg, US-amerikanischer Dirigent mit russischen Wurzeln und österreichischer Staatsangehörigkeit, folgte Litton im Jahr 1995 auf dem Posten des Musikdirektors. Seine Zeit war geprägt von Tourneen mit dem BSO durch die Vereinigten Staaten von Amerika inklusive seines Debüts in der Carnegie Hall im April 1997. Erwähnenswert dazu, ist auch noch ein dreitägiger Aufenthalt mit dem BSO im Wiener Musikverein 1999.
Nach 2000 blieb die Stellung eines Musikdirektors vakant, bis im September 2002 Marin Alsop als erste weibliche Chefdirigentin eines Orchesters in Großbritannien überhaupt diesen Posten übernommen hatte. Ihre Zeit zeichnete sich durch die Kontinuität der Arbeit ihres Vorgängers Litton aus, indem sie insbesondere Kompositionen amerikanischer Komponisten zur Aufführung brachte, wobei sie mit ihrer Gestik auf dem Podium ihre Lehrzeit mit Leonard Bernstein nicht zu verbergen vermochte. Sie dirigierte mit dem BSO alle Sinfonien Gustav Mahlers, mit Ausnahme Mahlers 8. Sinfonie. Zudem bespielte sie mit dem Orchester mehrere CDs aus ihrem Repertoire europäischer und amerikanischer Komponisten für Naxos.

## Ab 2008: Kirill Karabits
Im November 2007 gab das BSO bekannt, dass der ukrainische Dirigent Kirill Karabits 2008 das Amt des 13. Musikdirektors in der Geschichte des Orchesters übernehmen wird. Sein Vertrag galt zunächst für eine Saison, wurde danach aber um ein Jahr bis 2010 verlängert. Unter Karabits machte das BSO seinen ersten Auftritt bei den Proms im August 2009. Die erste Aufnahme mit Karabits, Rodion Shchedrin's Concertos for Orchestra Nos 4 and 5 auf CD, wurde von Naxos im April 2010 verlegt. Ebenfalls spielte das Orchester mit Karabits Stücke von Aram Khachaturian auf Tonträger für das Onyx Label ein. Im August 2011 verlängerte man den Vertrag mit Karabits bis 2016. Im April 2015 gab das BSO bekannt, dass sich Karabits noch einmal bis mindestens 2018 als Musikdirektor verpflichtet hätte.
Der Präsident des Bournemouth Symphony Orchestra Council ist David Mellor.

## Tochter-Orchester
1968 wurde als Abteilung des BSO die Bournemouth Sinfonietta als Kammerorchester gegründet, das auch in kleineren Städten im Süden und Westen Englands klassische Musik darbieten konnte. Trotz des künstlerischen Erfolgs während seines Bestehens musste es wegen finanzieller Probleme im September 1999 überraschend aufgelöst werden. Diese Aufgabe nehmen seitdem von Zeit zu Zeit kleinere Abordnungen des Orchesters wahr.
Kokoro, ein kleineres Ensemble für zeitgenössische Musik, 1994 gegründet und ebenfalls dem Bournemouth Symphony Orchestra angegliedert, aus regulären Mitgliedern des Orchesters, aber auch mit freischaffenden Künstlern zusammengesetzt, hat jedoch seinen Platz behauptet.

## Konzertprogramme
Das Bournemouth Symphony Orchestra gibt gegenwärtig rund 150 Konzerte pro Jahr.
Richard Hickox als Gastdirigent spielte im September 1995 als erster den kompletten Konzertzyklus Ralph Vaughan Williams ein.
1970 ist die Einspielung auf Tonträger Sibelius’ Kullervo Paavo Berglund als Weltpremiere zu verdanken.
Andere bemerkenswerte Einspielungen sind die von dem Musikwissenschaftler Deryck Cooke vervollständigte Mahlers 10. Sinfonie, dirigiert von Simon Rattle; Edward Elgars In the South (Alassio) mit Constantin Silvestri; Tschaikowskis 2. Klavierkonzert mit Rudolf Barshai und Peter Donohoe als Solist (mit Nigel Kennedy und Steven Isserlis im langsamen Tempo); Anthony Paynes Vervollständigung von Elgars 3. Sinfonie mit Paul Daniel und Leonard Bernsteins Chichester Psalms mit Marin Alsop.
Das Orchester bespielte den gesamten Zyklus von Michael Tippetts Sinfonien auf CD für Chandos Records; die Vaughan Williams Sinfonien für Naxos mit Kees Bakels als Dirigent für sieben der Sinfonien und Paul Daniel mit dem Rest, der A Sea Symphony und der 4. Sinfonie. Ebenfalls für Naxos spielte das Orchester die komplette Serie der Sinfonien von Sir Charles Villiers Stanford.
Seit einiger Zeit gestaltet das BSO regulär die BBC Proms in der Royal Albert Hall und ist Gast in vielen anderen großen Hallen der Welt, wie zum Beispiel der Carnegie Hall in New York, dem Wiener Musikverein und dem Rudolfinum in Prag.
Für viele Jahre, bis zu seinem Tod 2009, dirigierte Ron Goodwin Weihnachtskonzerte mit dem Orchester im Südwesten Englands.

### Premieren
| - Samuel Coleridge-Taylor: Symphony in A minor (1900) - Ralph Vaughan Williams: Serenade in A minor (1901) - Gustav Holst: Symphony in F ("The Cotswolds") (1902) - Charles Villiers Stanford: Clarinet Concerto in A minor Op. 80 (1903) - Arnold Bax: Tintagel (1921) - Rutland Boughton: The Queen of Cornwall (1924) - Rutland Boughton: Symphony No. 2 (1927) - William Alwyn: Piano Concerto No. 1 (1930) - Cyril Scott: Concertino for Two Pianos and Orchestra (1931) - George Lloyd: Symphony No. 1 (1933) - Percy Whitlock: Symphony in G minor for organ and orchestra (1937) - Ernest Bloch: Deux Interludes symphonique de Macbeth (1939) - Malcolm Arnold: Overture 'The Smoke' (1948) | - Malcolm Arnold: Symphony No. 2 (1953) - Robert Simpson: Piano Concerto (1967) - Malcolm Williamson: Symphony No. 2 (1969) - Gerard Schurmann: Piano Concerto (1973) - Robert Simpson: Symphony No. 9 (1987) - Alexander Lokschin: Symphony No 1 ("Requiem") (1988) - Gerard Schurmann: The Gardens of Exile (1991) - George Lloyd: A Symphonic Mass (1993) - John Tavener: Theophany (1994) - Pēteris Vasks: Second Symphony (1999) - Ralph Vaughan Williams: The Garden of Proserpine (composed 1899; premiere recording: 2011) |

## Initiativen
Ein Anliegen der Mitglieder des Orchesters ist es, sich neben ihren normalen Tätigkeitsbereichen auch mit sozialen Initiativen wie zum Beispiel der Organisation von Workshops und Darbietungen in Schulen und Altersheimen im Süden und Südwesten Englands zu engagieren.

## Medien
Der ersten Einspielung auf eine Schallplatte des Bournemouth Municipal Orchestra 1914, folgten in den 1920er Jahren die ersten Radioübertragungen (Live-Konzerte) aus der Spielstätte des Orchesters, dem original Winter Gardens in Bournemouth, von dem lokalen Radiosender 2LO übertragen. Noch im selben Jahrzehnt begann die Zusammenarbeit mit der BBC, einschließlich des Abschied-Konzerts Godfreys. Das Pathé-Archiv verfügt über kurze Filme des Orchesters mit den Dirigenten Dan Godfrey und Richard Austin aus dem Pavilion Theatre in den Jahren 1930 und 1937.
Für die Darbietung des Karfreitagszaubers aus Wagners Parsifal, von Silvestri dirigiert, wurde 1963 das erste Mal seit mehreren hundert Jahren das Hauptschiff der Winchester Cathedral geräumt, um Platz für eine TV-Liveübertragung des Orchesters zu schaffen.
In der Serie Music in Camera des Privatsenders Southern Television, im Konzern der Walt Disney Company aufgegangen, steuerte das BSO unter dem Dirigenten Owain Arwel Hughes, in den 1970er Jahren die Musik bei. Ebenfalls in den 1970ern diente die Aufnahme Gustav Holsts The Planets, als Soundtrack für Nicolas Roegs Film Der Mann, der vom Himmel fiel.
Für den lokalen Privatsender 2CR spielte das Orchester eine kleinere Serie von Musikstücken. Mitglieder des Orchesters und des Bournemouth Symphony Chorus zeichneten für ein Jingle für die gelben Omnibusse des lokalen Bus-Unternehmens von Bournemouth.

## Musikdirektoren
- 1893–1934:  Sir Dan Godfrey
- 1934–1939:  Richard Austin
- 1939–1947:  Montague Birch
- 1947–1951:  Rudolf Schwarz
- 1951–1961:  Sir Charles Groves
- 1962–1969:  Constantin Silvestri
- 1972–1979:  Paavo Berglund
- 1980–1982:  Uri Segal
- 1982–1988:  Rudolf Barshai
- 1988–1994:  Andrew Litton
- 1995–2000:  Yakov Kreizberg
- 2002–2008:  Marin Alsop
- 2009–heute:  Kirill Karabits